# Cusack Park
Cusack Park è uno stadio irlandese, della Gaelic Athletic Association, situato a Ennis, nella  contea di Clare. Ospita le partite delle franchige della contea sia di calcio gaelico che di hurling e prende il proprio nome da Michael Cusack, fondatore dell'associazione degli sport gaelici, la GAA appunto. L'impianto prevede una capienza di 28000 posti, per lo più coperti. Nel 2006 iniziarono a circolare voci riguardo alla costruzione di un nuovo impianto con lo stesso nome, collocato fuori dal centro della città ma più capiente (42000 posti circa). È possibile che le voci si traducano in realtà per esigenze di mercato.